# 平貞度
平 貞度（たいら の さだのり）は、平安時代後期の武将。

## 経歴
康平6年（1063年）文章生で越中大掾に任じ、寛治5年（1091年）右衛門尉で治部丞、ついで検非違使となり、承徳3年（1099年）従五位下に叙され筑後守に任じた。

## 系譜
- 父：平維盛
- 母：不詳
- 妻：不詳
  - 男子：平貞房
  - 男子：平盛房